# Bedrijfscommissie
Een bedrijfscommissie is ingesteld op grond van WOR (Wet op de ondernemingsraden) en bemiddelt bij geschillen op het gebied van medezeggenschap. Het gaat meestal om een geschil tussen de ondernemingsraad en de ondernemer of bestuurder. Daarnaast geeft een bedrijfscommissie voorlichting en functioneert ze als vraagbaak.

## Drie bedrijfscommissies
Er zijn drie bedrijfscommissies waar ondernemingsraden en ondernemers of bestuurders terechtkunnen, twee voor de marktsector, een voor de overheid.
- Markt I – voor ondernemingen in de commerciële marktsector
- Markt II - voor ondernemingen in de sectoren: zorg, welzijn en sociaal-culturele sectoren (cultuur, sport, onderwijs en gesubsidieerde arbeid)
- Bedrijfscommissie voor de overheid - voor organisaties in de overheidssector.

De bedrijfscommissies Markt I en Markt II zijn ingesteld door de Sociaal-Economische Raad, de Bedrijfscommissie voor de overheid is ingesteld door de minister van Binnenlandse Zaken.

## Samenstelling
Bedrijfscommissies bestaan uit leden van werkgevers- en werknemersorganisaties uit de desbetreffende sectoren. De helft van het aantal leden is benoemd door werkgeversorganisaties en de andere helft door werknemersorganisaties. 

## Bemiddeling
De belangrijkste taak van de bedrijfscommissie is tussen partijen te bemiddelen bij een geschil dat is te herleiden op de WOR. Als bemiddeling niet slaagt, adviseert de bedrijfscommissie partijen over de oplossing van het geschil. Bemiddeling via een bedrijfscommissie kan een (vaak dure, tijdrovende en formele) procedure bij de rechter vervangen.

### Soort geschillen
Bedrijfscommissies zijn er voor geschillen zoals omschreven in de Algemene geschillenregeling van art. 36 van de WOR. Het gaat hier om conflicten die met de toepassing van de WOR te maken hebben, zoals faciliteiten voor de OR, scholing voor OR-leden en informatieverstrekking. Ook vallen hieronder geschillen over regelingen die gaan over het sociaal beleid, zoals arbeidsomstandigheden, ontslagbeleid, werktijden, functiewaarderingssysteem, vakantieregeling en dergelijke.
 Een verzoek om bemiddeling kan bijvoorbeeld over de volgende onderwerpen gaan: de OR en ondernemer discussiëren over de vraag of een bepaald onderwerp instemmingsplichtig is; er is verschil van mening over de faciliteiten voor de OR; de ondernemer betrekt de OR niet bij besluitvorming; de werknemers zijn van oordeel dat de ondernemer een OR moet instellen.
Een geschil kan ook betrekking hebben op de adviesbevoegdheid van de OR zoals omschreven in artikel 25 WOR. Het kan dan gaan over zaken als inkrimping of uitbreiding van de werkzaamheden van de onderneming of wijziging van de organisatie van de onderneming. In dat geval kan men het geschil: 
- aan de Ondernemingskamer van het Gerechtshof Amsterdam voorleggen, of
- de bedrijfscommissie om bemiddeling verzoeken.

### Procedure
Het verzoek om bemiddeling door een bedrijfscommissie kan door een ondernemingsraad of - in sommige situaties - een bestuurder of een ander belanghebbende afzonderlijk worden gedaan. Partijen kunnen ook gezamenlijk met een verzoek komen. De bedrijfscommissie heeft vervolgens twee maanden de tijd om de zaak te behandelen. Vast onderdeel van de bemiddeling bestaat uit een bemiddelingszitting van de bedrijfscommissie, waar partijen hun kant van de zaak kunnen toelichten. Dit is geen rechtszaak, waar een van de partijen in het gelijk wordt gesteld, maar een poging de partijen tot elkaar te brengen. Partijen kunnen, al dan niet gezamenlijk, al in een vroegtijdig stadium om bemiddeling vragen, zodat een geschil niet hoeft uit te groeien tot een groot conflict. Het doel van de commissie is om de onderlinge verhoudingen van partijen te verbeteren zodat partijen samen verder kunnen in de toekomst.

### Geen verplicht voorportaal
Sinds de wetswijziging van 2013 is het niet meer verplicht eerst een geschil aan een bedrijfscommissie voor te leggen, alvorens met het geschil naar de rechter te stappen. Mocht het geschil door bemiddeling niet kunnen worden opgelost, dan geeft de bedrijfscommissie een schriftelijk (eventueel juridisch) advies. De stap naar de rechter staat dan nog altijd open.  

## Registratie
Sinds de wetswijziging van juli 2013 is de wettelijk verplichte registratie van het (voorlopig) reglement en jaarverslag komen te vervallen. Men kan echter nog wel een reglement blijven registreren via het speciale registratieformulier op de website van de bedrijfscommissie. Wat nog wel wettelijk verplicht is, is de registratie van het schriftelijke besluit van de ondernemer om vrijwillig een ondernemingsraad (OR) in te stellen alsmede het schriftelijke besluit tot opheffing daarvan (art. 5a, lid 2 WOR) en de ondernemingsovereenkomst, waarin extra bevoegdheden aan de OR zijn toegekend (art. 32, lid 2 WOR).

## Vraagbaak en voorlichting
Een bedrijfscommissie dient voor de betreffende sector als vraagbaak op het gebied van medezeggenschap. Vragen kunnen bijvoorbeeld gaan over het organiseren van verkiezingen en het overleg tussen de OR en de bestuurder. Meer in algemene zin verstrekt de bedrijfscommissie informatie om werkgevers en werknemers te stimuleren in het uitvoering geven aan medezeggenschap.

## Kosten
De bemiddeling en de registratie door een bedrijfscommissie zijn kosteloos.